# Khoshbakht Yusifzadeh
Khoshbakht Yusifzadeh (en azerí: Yusifzadə Xoşbəxt Bağır oğlu; 14 de enero de 1930-3 de octubre de 2023) fue un científico petrolero y geólogo Azerbayano, primer vicepresidente de la SOCAR, y miembro activo de la Academia Nacional de Ciencias de Azerbaiyán.

## Biografía
Khoshbakht Yusifzadeh nació el 14 de enero de 1930 en la aldea Pirshagi de Bakú. En 1947 se graduó en la escuela secundaria, después de lo que empezó a estudiar en la facultad de geología y exploración del Instituto Industrial de Azerbaiyán de nombre Azizbayov (actualmente la Universidad Estatal del petróleo e industria de Azerbaiyán).

### Carrera
En el mes de marzo de 1954 empezó a trabajar en el puesto de geólogo superior. En los años 1992-1994 trabajó como primer vicepresidente de concern "Azerneft", también como asesor del Presidente de SOCAR.
En 2004, según la disposición del Presidente de la República de Azerbaiyán Ilham Aliyev, Khoshbakht Yusifzadeh fue nombrado primer vicepresidente de SOCAR de geología, geofísica y minería.

## Órdenes, premios, medallas
- Orden Heydar Aliyev[2]
- Orden Istiglal[3]
- Orden Shohrat[4]
- Orden Sharaf
- Orden Labor
- Dos Órdenes de la Bandera Roja del Trabajo
- Orden de la Insignia de Honor
- Medalla de los Trabajadores Distinguidos
- Ingeniero distinguido de Azerbaiyán[5]
- Diploma de honor del Presidente de la República de Azerbaiyán[6]
- Premio de Heydar Aliyev[7]